# セル (映画)
『セル』（原題：Cell）は、スティーヴン・キングが2006年に執筆した同名小説を原作とする、2016年のアメリカのSFホラー映画。キング自身とAdam Allecaが脚本を担当し、トッド・ウィリアムズが監督を務めた。主演のジョン・キューザックは製作にも名を連ねた。出演はジョン・キューザック、サミュエル・L・ジャクソン、イザベル・ファーマン。2016年7月8日に予定されていた限定公開に先立ち、2016年6月10日にVOD形式で公開された。本作は、2007年公開の映画『1408号室』に続き、ジョンとサミュエルが共演したキング原作の映画化作品第2弾となる。本作のストーリーは、何の前触れもなく携帯電話から発せられた謎の信号により、人々の大半が心を持たない凶暴な人間に変わってしまった世界で、ニューイングランドのコミック作家が、幼い息子と再会するために生死をかけたサバイバルをする姿を描いている。
本作は、公開時に批評家たちから「作りが甘く、サスペンスに欠ける」といった否定的な評価を受けた。

## あらすじ
ボストン国際空港に降り立ったコミック作家のクレイ・リデルは、グラフィックノベルを出版するという夢が叶うことになり、妻のシャロンに電話をかける。自らの浮気が原因で、1年前から妻や息子のジョニーと別居していたクレイは家族との和解を願い、マンチェスター行きの飛行機に乗ろうとしていた。携帯電話のバッテリーが切れたため、公衆電話で改めてシャロンに電話をかけ直すと突然、携帯電話に電子信号（後に「パルス」と呼ばれる）が流れ、携帯電話を使用していた人たちが狂暴な人間へと変貌してしまう。訳も分からぬままターミナルの混乱から逃れたクレイは、地下鉄の車内で生存者たちと出会う。車掌のトム・マッコートは、車両を捨ててトンネルを抜けることを提案する。クレイはその提案に賛同し、マイクと名乗る若者も加わって3人で空港からの脱出を試みる。
トンネルの出口付近で、マイクは後に「フォナー」と呼ばれることになる感染者に襲われ殺されてしまう。残った2人は、2人の存在に気づいたフォナーたちが駆け寄って来るトンネルの出口には向かわず非常梯子で上の通りへと脱出する。クレイはトムを自分のアパートへ案内する。その夜、クレイの部屋の上の階に住む10代の少女アリス・マックスウェルが怯えた様子でクレイたちの元を訪ねてくる。血まみれで精神的に不安定な彼女は、自らの身を守るために母親を殺したのであった。アリスが加わり、3人はボストンから脱出することを決意する。シャロンとジョニーを探すためにニューイングランドを北上する3人は、ある家から武器を手に入れ、フォナーの群れに追われて近くの川へ逃げる。フォナーから身を隠しながら、群れが口から謎の信号を発し、集団で歩き出すのを目撃する。
日没後、3人は私立学校にたどり着き、校長のチャールズ・アーダイと生徒のジョーダンという2人の生存者と出会う。チャールズは、フォナーがハイヴマインドを発達させ、テレパシーを持つようになったと仮説を立てる。彼はクレイたちに学校の陸上競技場にて何千ものフォナーが眠っている光景を見せる。チャールズは、スタジアムのガスポンプと噴霧器トラックを使ってフォナーを焼き尽くす計画を立てていた。そこで、クレイたちもその計画に協力することにする。クレイとトムがフォナーの上にガソリンを噴霧しながらトラックを走らせ、チャールズがそれに火をつけると、フォナーと共に火は燃え広がっていく。運の悪いことに、火がトラックに燃え移ったことで爆発しチャールズは死んでしまう。ジョーダンを含む残りの一行は、北へ向かうことにする。
廃墟となったドライブインシアターに避難して眠りについた4人は、クレイのグラフィックノベルに登場する赤いパーカーを着た汚らしい男の夢を見る。その後、彼らはロードサイドのバーで生存者の一団に遭遇する。彼らは4人に、携帯電話が通じないと言われるメイン州の州立公園「カシュワク」のことを話す。そこに行くことに同意した彼らは、バーで一夜を過ごす。生存者の一人であるサリーが、外にいたフォナーに呼び起こされ、ドアに耳を澄ましたことでパルスが感染してしまう。フォナーへと変貌した彼女は口からパルスを発せるようになり、生存者たちを次々とフォナーへと変えていった。トムとジョーダンを襲う彼らから、トムを救い出したアリスであったが、サリーから頭を殴打されてしまう。トムによってサリーは銃で射殺される。一行はアリスを外に連れ出すが、アリスは頭の傷により息絶えてしまう。
その後、一行は眠ることが出来ないレイ・ホイゼンガとその友人のデニスに出会い、2人からカシュワクは赤いパーカーの男が仕掛けた罠だと聞かされる。夢に現れた赤いパーカーの男が自分の頭に考えを植えつけているとつぶやき、それを防ぐ手立てとして眠らないことを選択したレイであったが、精神的には不安定でたびたび激昂していた。山中を移動中、運転していたトラックを止めたレイは、一人トラックから降り、山の中へと入っていく。レイに誘われたクレイもまた彼を追い山の中へと入っていく。赤いパーカーの男に意識を支配されつつあると怯えるレイはクレイに携帯電話を渡し、道の終わりに着いたらそこに書いてある番号に電話するように言う。そして、彼は首に爆弾を巻いて自爆する。レイのトラックから、一行は大量のC-4爆薬を発見する。シャロンの家に辿り着いたクレイは、ジョニーがカシュワクに向かったこと、シャロンがフォナーになったことを知る。シャロンを殺したクレイは、ジョニーの居場所を突き止めようと一人カシュワクへ向かうことにする。トムは自殺行為だとクレイを止めようとするが、クレイの意志が固かったので、レイのトラックから発見した大量のC-4爆薬もろともトラックを渡し、別れを惜しむ。トムたちはクレイが生きて戻ってこれたら後を追えるように「TJD（トム、ジョーダン、デニスの名前の頭文字）」とマークを残しながら北上していく。
カシュワクでクレイは、何千人ものフォナーが電波塔の周りを巨大な輪になって歩いているのを発見する。クレイは円の中心にいる赤いパーカーの男を見つけると、男を撥ね、さらに倒れた体に何度も発砲する。その時、クレイは群れの中から自分を呼ぶ息子の声を聞き、円陣から脱出する。彼の前にフォナーとなったジョニーが現れ、赤いパーカーの男が復活する。クレイは息子を抱きしめながら、レイの携帯電話の番号に電話をかけ、トラックの爆薬を起爆し、タワーとフォナーを爆破する。その後、クレイと息子は「TJD」のマークを見つけ、クレイの友人たちのもとへ向かう。
...しかし、爆発は幻であった。クレイもまたフォナーへと変貌し、タワーの周りをぐるぐると回っているのだった。

## キャスト
※括弧内は日本語吹替。
- クレイトン・"クレイ"・リデル - ジョン・キューザック（家中宏）
- トーマス・"トム"・マッコート - サミュエル・L・ジャクソン（大塚明夫）
- アリス・マックスウェル - イザベル・ファーマン（小若和郁那）
- シャロン・リデル - クラーク・サラロ（髙橋真梨子）
- ジョニー・リデル - Ethan Andrew Casto
- ジョーダン - オーウェン・ティーグ（丸山有香）
- チャールズ・アーダイ - ステイシー・キーチ（藤沼建人）
- 夢に現れる赤いパーカーを着た汚らしい男 - Joshua Mikel
- レイ・ホイゼンガ - Anthony Reynolds（野坂尚也）
- デニス・リンク - Erin Elizabeth Burns
- Hog Tied Man - Jeffrey Hallman
- Bartender - Mark Ashworth
- Geoff - Wilbur Fitzgerald
- サリー - Catherine Dyer
- Roscoe - E・ロジャー・ミッチェル（英語版）
- Chloe - アレックス・テル・アヴェスト（英語版）
- Maddy - Gaby Layner
- Rick - Rey Hernandez
- Rick's Partner - Frederick C. Johnson Jr
- Construction Worker - Michael Beasley
- Older Man - Tom Key
- Blood Stained Woman - Angela Davis
- マイク・マティック - Griffin Freeman
- 空港の男 - ロイド・カウフマン

## 製作

### 企画開発
本作は、スティーヴン・キングが2006年に執筆した同名小説を原作とした映画である。ディメンション・フィルムズ社は2006年3月、イーライ・ロスが映画『ホステル2』の製作を終えた後に映画『セル』を監督すると発表した。しかし、その後、ロスは2009年にこのプロジェクトから離脱し、次のように述べた。
ただ、映画の作り方やストーリーのあり方について意見の相違があったようで、スタジオが望む方向性も違っていたようです。ワインスタイン家（ボブ・ワインスタインとハーヴェイ・ワインスタイン）は『イングロリアス・バスターズ』を作った人たちで、みんな友達だから、とてもフレンドリーだったんだ。私は「このような形で映画を作ることにはあまり興味がない」と言いました。「君たちは先に進んで、僕は自分の映画を作るよ」ってね。それに、私は本当に自分が書いたオリジナルストーリーを監督することにしか興味がないことも、このプロセスを通じて学んだよ。
ロスの離脱後、ニュースサイトのScreen Rantは本作のプロジェクトが「何処か遠くへと消えていった」と指摘した。しかし、2012年10月、ジョン・キューザックが本作に参加する最初の俳優として発表され、その後、2013年頭にはトッド・ウィリアムズが監督に抜擢されたことが明かされた。2013年11月に、サミュエル・L・ジャクソンがトム・マコート役に決定した。2014年2月5日には、イザベル・ファーマンがアリス役を演じたことが発表され、翌日にはステイシー・キーチが名前不詳の校長役でキャスティングされていたことが発表された。

### 撮影
2014年1月、本作は25日間にわたりジョージア州のアトランタで撮影された。

## 公開
2015年2月、本作の製作陣はClarius Entertainmentが配給権を獲得したと発表した。後に、同社（現在はAviron Picturesに社名を変更）は本作の配給計画を撤回した。その後、新たにサバン・フィルムズ社が本作の配給権を獲得した。グラスゴー映画祭の一環であるFrightFestでワールドプレミア上映が行われる予定だったが、直前になって『PANDEMIC パンデミック』へと変更された。本作は2016年7月8日に限定公開される前の6月10日にVOD形式で公開されている。

## 評価
本作は、ほとんどの批評家に酷評された。レビュー集計サイトのRotten Tomatoesでは、本作に対して54件のレビューに基づく支持率が11％で、平均スコアが3.91/10となっている。同サイトは、「粗雑に作られ、サスペンスもない『Cell』は、有能なキャスト陣とスティーヴン・キングのかつて先見の明のあった原作をゾンビの陳腐な焼き直しにして浪費している」と本作を批評している。Metacriticでは、映画に対して15人の批評家に基づき、100点満点中38点をつけ、「概して好ましくない評価」であることを示している。
ニューヨーク・タイムズ紙のJeannette Catsoulisは、この映画の「骨太の脚本」は「ニュアンスや深みのかけらもない」と批判し、ジョン・キューザックの演技を「おそらく彼のキャリアで最も感情移入できない」と評した。バラエティ誌の映画評論家であるオーウェン・グレイバーマンは、空港での集団発狂シーンを「唯一の気味が悪いシーン」と評し、「この映画は、一般的な低予算のアンデッドスリラーに限りなく近い」と書いている。ウェブサイト「IndieWire」のSteve Greeneは、この映画に「C-」の評価を与え、「個性が乏しい人物研究」と指摘したうえで、この映画には「空港のトイレの個室から誰かに電話をかけるためにBluetoothヘッドセットを使用することはゾンビ化によって罰せられるべきであるという以外、大きなメッセージ（...）はない」と結論付けた。
映画レビューサイト「RogerEbert.com」のOdie Hendersonは、4つ星のうち星2つ半を与え、ジョン・キューザックやサミュエル、キーチの演技を評価したが、この映画の「時折見せるストーリーの明確さの欠如」を批判し、「電波<パルス>とその余波に関する詳細において急すぎて不明瞭である」と指摘した。ホラー関連ウェブサイト「Bloody Disgusting」のPatrick Cooperは、この作品を「いずれ忘れられる映画化」と名付け、さらに「ストーリーに全くパンチがなく、安定した俳優陣も映画の大半において退屈そうに見える」と述べた。オンラインマガジン「Consequence of Sound」のNico Langは、本作について魅力的な前提を無駄にしたと書き、さらに「不必要に陰鬱で重苦しい」だけでなく、また「かなり間抜け」だとも評している。「Coachella Valley Independent」のBob Grimmは、本作について「スティーヴン・キングの物語の史上最悪の脚色の一つだ」と書いている。